# Щербаков Дмитро Іванович (архітектор)
Дмитро́ Іва́нович Щербако́в (15 (27) жовтня 1912, Катеринослав, нині Дніпро - ? вересня 2006, Дніпропетровськ) — український архітектор.

## Біографічні дані
1934—1937 навчався в Харківському художньому інституті.
1937—1940 навчався в Київському художньому інституті (нині Національна академія образотворчого мистецтва і архітектури) і закінчив його.

## Основні споруди (у співавторстві)
- Селище коксохімічного заводу в Кривому Розі (1947—1949)
- Житлові будинки на вулиці Леніна в Дніпропетровську (1947—1948)
- Житлові будинки на проспекті Карла Маркса в Дніпропетровську (1949—1952, 1956—1957)
- Житловий будинок із широкоформатним кінотеатром у Дніпропетровську (1957—1958)
- Планування й забудова Вузівського масиву в Дніпропетровську (1959—1961)
- Автовокзал у Дніпропетровську (1966)
- Будинок обкому Компартії України в Дніпропетровську (1970)

## Звання
- 1972 — заслужений архітектор УРСР.